# 블랙 에이리언
블랙 에이리언(Metamorphosis: The Alien Factor)은 미국에서 제작된 글렌 타카지안 감독의 1990년 공포, SF 영화이다. 맷 컬리스 등이 주연으로 출연하였다.

## 출연

### 주연
- 맷 컬리스
- 패트릭 반즈

### 조연
- 타라 레이
- 다이아나 플라허티
- 캐서린 로마인